# 弗雷斯诺新镇
弗雷斯诺新镇，是西班牙埃斯特雷马杜拉巴达霍斯省的一个市镇。总面积360平方公里，总人口3551人（2001年），人口密度10人/平方公里。